# Joseph Vermillion
Joseph „Joe“ Vermillion (* 1862 in Annapolis, Maryland; † 3. Dezember 1889 in Upper Marlboro, Maryland) war ein Afroamerikaner, der gelyncht wurde.
Nachdem mehrere Häuser und Scheunen in der Nacht vom 23. November auf den 24. November 1889 angezündet worden waren, nahm die Polizei Joseph Vermillion fest. Der Bruder von Joseph Vermillion gab bei der Polizei an, dass Joseph Vermillion die Häuser der weißen Besitzer aus Rache angezündet habe, weil die Personen, die mutmaßlich das Haus von Vermillions Vater angezündet hatten, nach der Festnahme schnell wieder freigelassen worden waren. Joseph Vermillion bestritt die Tat und gab an, in der Tatnacht nicht in der Stadt gewesen zu sein. Am 3. Dezember 1889 stürmte ein aufgebrachter Mob das Gefängnis. Joseph Vermillion wurde aus seiner Zelle gezerrt und an einer Brücke über dem Patuxent River gehängt. Eine Jury konnte keinen Täter feststellen, sein Bruder John behauptete, einige Täter erkannt zu haben, nannte aber ihre Namen nicht.
Fünf Jahre später wurde an der gleichen Brücke der Afroamerikaner Stephen Williams gelyncht.